# ジョージ・フロイドの死

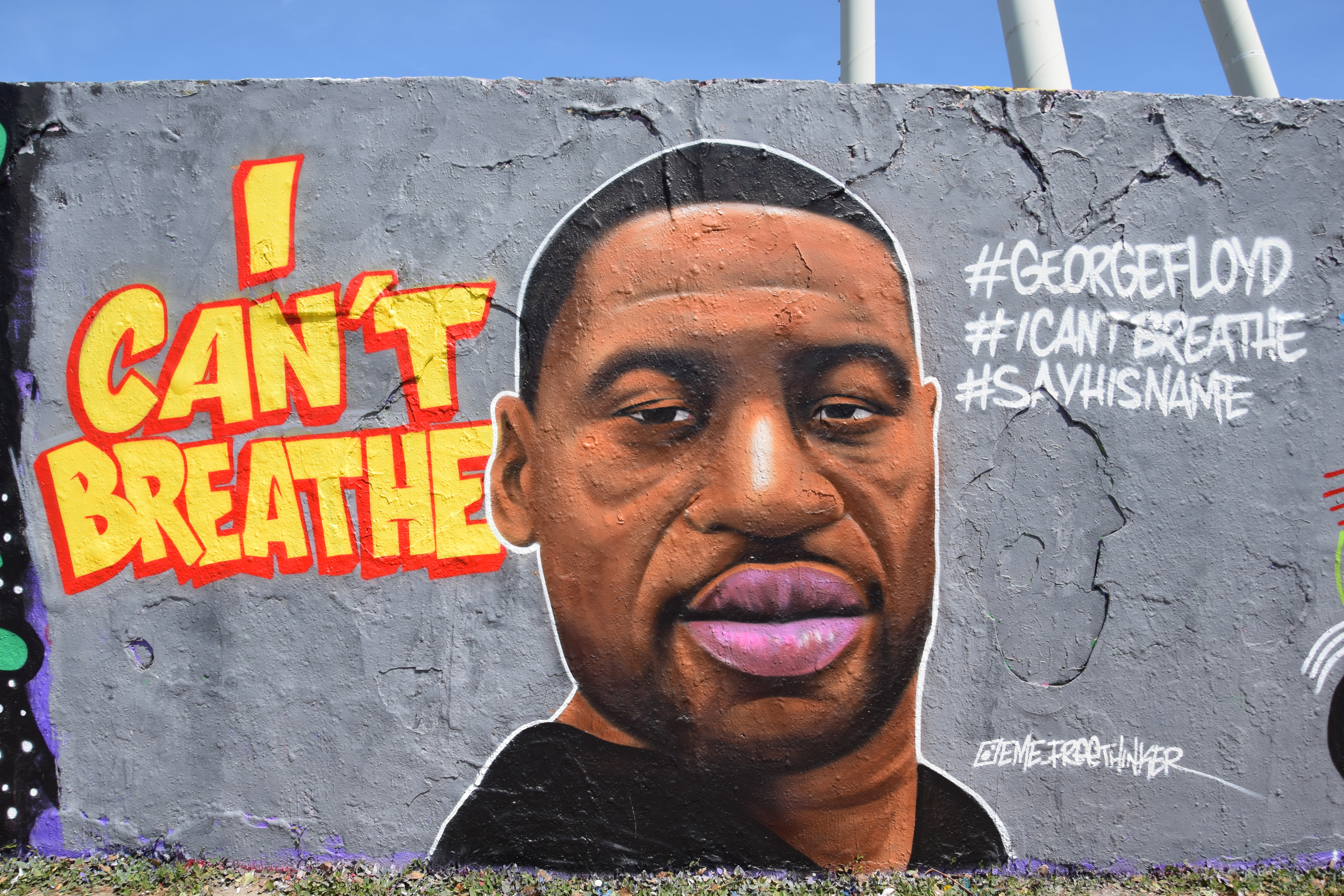
ベルリンのマウアーパークにあるジョージ・フロイドの肖像画の壁画。 肖像画の左側には「I can't Breathe」、右側には「#GeorgeFloyd」「#Icantbreathe」「#Sayhisname」の3つのハッシュタグが添えられている。 この壁画は、Eme Street Art（Facebook名）／Eme Free Thinker（署名）によって、2020年5月29日に完成した。

ジョージ・フロイドの死（ジョージ・フロイドのし、英: Murder of George Floyd）は、アフリカ系アメリカ人の黒人男性ジョージ・フロイド（George Floyd）が、2020年5月25日にミネアポリス近郊で、警察官のデレク・ショーヴィンの不適切な拘束方法によって殺害された事件である。
この事件以降、全米でBLM運動と暴動が多数発生した。

## 事件概要
2020年5月25日当日、警察官デレク・ショーヴィン(Derek Chauvin)を被疑者とする告訴状によると、偽ドル札の使用容疑により手錠をかけられたフロイドが、「呼吸ができない、助けてくれ」と懇願していたにもかかわらず、8分46秒間フロイドの頸部を膝で強く押さえつけ、フロイドを死亡させた。その時間の中で、フロイドの反応が見られなくなった後の2分53秒間においても当該警察官はフロイドの頸部を膝で押さえつけていた。フロイドは手錠を掛けられ顔は路面に押さえ込まれていたが、なおも当該警察官は膝でフロイドの頸部を押し付けていた。その他3名の警察官の関与が確認されている。

## 事件
この事件は2020年5月25日、ミネソタ州ミネアポリスのダウンタウンの南にあるパウダーホーンでのフロイドの逮捕中に発生した。事件の顛末は同行していた友人らと数人の一般人が携帯電話で撮影した動画に記録されている。警察は声明の中で、逮捕は車から降りるように命じられたフロイドが「物理的に抵抗した」後に行われたと説明したが、この主張は近くの防犯カメラ映像、および前述の一般人による動画の記録と食い違っている。フロイドが繰り返し「息ができない（I can't breathe）」と言っている逮捕の録画動画は、ソーシャルメディア・プラットフォームで広く流布され、メディアによって放送された。関与した4人の警官は翌26日に解雇（懲戒免職）され、押さえつけていた元警官は29日に逮捕・起訴された。
連邦捜査局（FBI）は、ミネアポリス警察の要請に応じて、この事件に対する連邦公民権調査を実施。一方、ミネソタ刑事逮捕局（Minnesota BCA）は、ミネソタ州法の違反の可能性があるかどうかを調査している。
フロイドの死因については、遺族の要請を受けて検視が行われた。外傷性の窒息の形跡はなく、冠状動脈疾患や高血圧が死亡につながった公算が大きいとされていたが、検視の結果、6月1日、独立検視官らは窒息死と断定。検視に当たったアレシア・ウィルソン医師は「形跡から死因は機械的窒息で、殺人による死亡と判断される」と表明。検視に立ち会ったマイケル・ベーデン医師もウィルソンの意見に同意するとした上で「フロイドに死亡原因となるような持病は見られなかった」と指摘した。同日、ヘネピン郡検視官事務所は正式な死亡検案書を公表し「警官に拘束され首を圧迫されたことによる心肺停止」と発表。また、フロイドには心臓疾患と直前の薬物使用の痕跡があると発表された。
フロイドの死亡後、26日から行われたミネアポリス-セントポール地域でのデモ活動は当初平穏なものであった。しかし、翌27日には一部の参加者が暴徒化し、店舗での略奪などが起きたため警察が催涙ガスを使用した。さらに28日にはミネアポリス市警第3分署が放火され、警察官への投石を開始、周辺地域では警察署の窓が割られ、複数の店舗が焼失したり、他の店舗の物品が略奪されるなどの被害を受けた。また襲撃を受けた店舗のオーナーや自警団もデモ隊へ発砲で応酬するなど現場は激化。警察はデモ隊に対しフラッシュバンやゴム弾を発射した。ミネアポリスで略奪や放火など破壊行動に遭った店舗のオーナーには人種的マイノリティーもいたという。こうした暴動に対し、フロイドの弟は「皆さんはいったい何をやってるんですか？」と拡声器で呼びかけ、「地元をめちゃくちゃにしないで」「そんなことをしても兄は戻ってこない」と強く非難した。
ミネアポリス市長の要請を受け、ミネソタ州知事のティム・ウォルツは28日に州兵の派遣を認めた。28日にはシカゴ、ロサンゼルス、メンフィスなどでもデモが発生、29日にはホワイトハウス前でも抗議行動が起こるなど、全米各地で騒乱が相次いだ。これに対し、ミネソタ州知事は30日の記者会見で、28日から29日の暴動については「もはやフロイドの死や人種差別問題は関係なくなっている」と批判し、州兵全員を動員すると発表した。
トランプ大統領は29日、州知事に軍を派遣する意思があることを告げた上で、「いかなる困難があろうとも、我々は事態を収束する。略奪が始まれば、銃撃が始まる」とツイートした。ツイッター社はその投稿が規定に違反し「暴力を美化」しているとの注意喚起の表示を付けた。米調査会社モーニング・コンサルトによる調査では、暴動や略奪暴徒と化した抗議デモに対して、共和党・民主党問わず国民の過半数が軍隊による鎮圧を支持していた。一方、ロイター/イプソスの世論調査によると55％以上が抗議に対するトランプの対応に不満を示し、そのうち40％が「強い」不満、そしてわずか3分の1がトランプを支持していた。
フロイドの死は、2014年のエリック・ガーナー窒息死事件と比較されている。ガーナーの事件では、ニューヨークの警察官が逮捕時に、11回も「息ができない」と叫ぶ丸腰の黒人に対して首絞めを行い続けた。

## 関係者

### ジョージ・フロイド
ジョージ・フロイド (George Floyd) は46歳のアフリカ系アメリカ人の男性。テキサス州ヒューストン出身の彼は、マルチスポーツアスリートとしてイェイツ高校に通い、1993年に卒業。彼はヒューストンを拠点とするヒップホップグループ、Screwed Up Clickと仲間のラッパーであり、DJ Screwからリリースされたミックステープで「Big Floyd」という別名でフリースタイルをしていた。
その後、立て続けに窃盗や薬物所持で逮捕され、2007年にはヒューストンで住居侵入し武装し、妊婦に銃を突き付けて強盗した容疑で起訴され、2009年に裁判で司法取引を受け入れ、懲役5年の判決を受け収監された。
出所したフロイドはミネソタ州セントルイスパークへ転居。近くのミネアポリスでレストランの警備員などの職に就いた。死亡する少し前にはCOVID-19パンデミックに基づくミネソタ州の在宅指示の影響で仕事を失っていた。また自身も、4月に行ったCOVID-19の検査で陽性反応が出ていたが、検死報告書では、死亡時には既に無症状で二次感染の恐れもなかったと報告された。フロイドは、出身地のヒューストンに住む6歳と22歳の2人の娘の父親でもあった。弟であるフィロニーズ・フロイド (Philonise Floyd) はCNNのインタビューにて「黒人男性が絶えず何度も殺されるのを見るのに疲れている。人々は引き裂かれ、傷つけられている」と語った。

### 警察官
フロイドの首を膝を使って地面へ押し付けていたのは、当時44歳の白人警官デレク・ショーヴィンであると確認されている。彼は2001年頃から約19年間ミネアポリス警察の警官だった。当該警察官に対して18件の苦情が公式記録に残されており、そのうち2件は懲戒書簡を含む懲戒処分とされていた。また、彼は3度の人種的マイノリティに対する銃撃に関与しており、2006年にはラテン系アメリカ人男性が、当該警察官を含む6人の警官から42発の銃弾を受けて死亡した。その他、2008年には黒人男性が銃撃され、2011年には彼がパトロールカーで巡回中に自転車に乗っていたアメリカ先住民の男性が、銃を持っていたという理由で職務質問しようとしたところ逃げたため追跡して銃撃した。黒人男性もアメリカ先住民も彼から銃弾を受けたが、いずれも命は取り留めた。ちなみに彼の妻ケリー・ショーヴィンはラオス生まれで、難民としてミネソタ州に移住したモン族コミュニティの出身である。妻の2人の兄弟の1人はセントポール市の警察官でもある。妻は事件を受けて弁護士と話し合い2020年6月2日に離婚を申請した。
相棒の警官については、彼も白人警官の妻と同じくラオス移民の両親を持つモン族コミュニティ出身者で、2009年に警察アカデミーを終了し、2012年にフルタイムの職で雇用された。2017年には武力過剰行使の訴訟の被告となったが、25,000ドルで法廷外和解を成立させた。
その場にいた他の2人の警官には過去に苦情を受けた記録はなかった。
事件後、4人の警官全員が解雇され、直接行為を行った警官は解雇後に第3級殺人罪などで起訴された。
6月3日、遺族の許可を得てフロイドの遺体の解剖結果が公表された。拘束されている間に心臓発作を起こしたことが死因であると発表され、ミネソタ州検事総長は第3級殺人罪での起訴を第2級殺人に格上げし、他の3人の警官も幇助と教唆で起訴した。

### 事前の接触の可能性
元クラブ所有者のマヤ・サンタマリアによると、フロイドと警察官のショーヴィンはどちらも警備員として働いており、ラテンナイトクラブで交代勤務をしていた。彼女が言うには、ショーヴィンは17年間そこで働いており、フロイドも十数回イベントで働いていた。また彼らが知り合いだったかは分からないが、そうとは思えないと語った。サンタマリアは当時、ショーヴィンらとアフリカ系アメリカ人の客の喧嘩に対して、催涙スプレーを周囲に撒くなどの過剰な対応を取っていたことを認めた。

## 事件の顛末と死因究明の司法解剖

### 警察と救急隊員の最初の声明
メモリアルデーだった5月25日の午後8時を過ぎた頃、ミネアポリス警察の警察官は、ミネアポリスのパウダーホーン地区にあるシカゴアベニューサウスで起きている「偽造事件」に応対した。WCCOによると、その内容は、フロイドが「近くのデリで偽造文書を使用しようとした」ことだった。警察の発表によれば、商店で偽の20ドル札を使おうとした客がいると通報があり警官が出動した。現場である食料品店「Cup Foods」の共同所有者によれば、フロイドは従業員が偽札と特定した20ドル札を使おうとした。なお、この20ドル札が実際に偽札であったかどうかは公表されていない。警察によると、フロイドは近くの車に乗っていて、「（酒か薬物か）酩酊しているように見えた」。警察のスポークスマンによると、警官は彼が「物理的に抵抗した」時点で車両から降りるように命令したという。しかしこの主張は、これまでに公開されている目撃者による動画の証拠によって否定されている。
ミネアポリスの警察によると、警官は「容疑者に手錠を掛けると、彼が健康的問題の痛みで苦しんでいるように気付いた」。その後、救急車を呼んだ。ミネアポリス警察の声明によると、逮捕に武器は使用されていない。
ミネアポリス消防局によると、救急隊員はフロイドをその場所から移動させ、「無反応で脈のない男性」に対して胸骨圧迫やその他の救命措置を行っていた。フロイドはヘネピン郡医療センターに移送され、そこで死亡宣告された。

### 一般人らが撮影した動画
逮捕の一部は一般人によって撮影され、Facebook Liveにストリーミングされた。この動画は口コミで広まった。
動画が始まると、フロイドはすでに地面に胸を押さえ付けられ、ショーヴィン警官は首に膝を押し付けている。フロイドはショーヴィンに繰り返し、「お願いだ（Please）」および「息ができない（I can't breathe）」と言いながら、うめき、うなり、すすり泣きもしている。撮影者らは警察に「もう押さえ込んでいるから、彼に呼吸させて（You got him down. Let him breathe.）」と懇願している。
撮影者が「友達の一人が同じように死んだんだ（One of my homies died the same way.）」と言うと、フロイドは「私も同じように死ぬところだ（I'm about to die the same.）」と答えた。その後、ショーヴィンはフロイドに落ち着くように言う。警官はフロイドに「何が望みだ？（What do you want?）」と尋ねる。フロイドは「息ができない」と繰り返す。フロイドは続けて「首にある膝をお願いします。息ができない。（Please,the knee in my neck, I can't breathe.）」と言う。誰かがフロイドに「立ち上がって車に乗る」ように言ったあと（Agence France Presse、CBS News、WVLT-TVは警官の1人であると特定している、BuzzFeed Newsはそれが警官の声かどうかに関わらず、「不確か」としている）、フロイドは答えて「そうする…が動けない（I will... I can't move.）」フロイドはさらに「ママ！」と叫ぶ。フロイドは「胃が痛い、首が痛い、すべてが痛い」と抵抗し、水を要求する。しかし警察はフロイドに何も声を出さない。フロイドは「殺さないでくれ（Don't kill me.）」と懇願する。
傍観者はフロイドが鼻から出血していることを指摘した。もう一人の傍観者は、フロイドが「今は、逮捕にさえ抵抗していないぞ」と警察に話す。警察はフロイドが「話しているし、元気だ（talking, he's fine.）」と傍観者に伝える。傍観者は、フロイドは「元気じゃない（ain't fine.）」と答える。傍観者は、警察がフロイドの呼吸を止めていることを抗議し、「地面から彼を離して…もう今は彼を車に乗せることができるのに…彼はもう逮捕に何にも抵抗していない。あなた楽しんでいるんでしょ。」 と彼らを説得している。
フロイドは最終的に沈黙して動かなくなるが、ショーヴィンはフロイドの首から膝を持ち上げない。傍観者たちは、フロイドが「反応していない」と抗議し、フロイドの脈拍を確かめるよう警察に繰り返し要求する。そして傍観者は「彼らはまさか彼を殺したの？（Did they fucking kill him?）」と問う。
最終的に救急車が到着し、緊急医療機関がフロイドの無反応の体を担架に乗せるまで、ショーヴィンは膝を外さない。フロイドはHCMC救急隊員によって最初は脈拍のない状態とわかったが、救急隊員は心肺蘇生法 (CPR) を開始しなかった。患者は救急車に乗せられ、ミネアポリス消防署の事件報告から明らかなように、36番街とパーク・アベニューに移送。男性の傍観者は、警察が「本当にフロイドを殺したんだ」と言っている。ショーヴィンは、フロイドの動きを止めた後の約4分を含み、少なくとも7分間フロイドの首の上に膝を押し付けていた。
救急車の医者はフロイドの脈拍を数回測ったが、脈はなかった。彼は病院で死亡宣告された。

### その他の動画
2020年8月11日、フロイドを拘束したミネアポリス警察の警官2名のボディカメラの映像がYouTubeで公開された。映像は警官が通報した店員に話を聞く場面から始まり、フロイドに車から降りるように呼びかける場面や手錠をかけて拘束する様子など30分以上にわたり一部始終が記録されている。車から降ろされる際、フロイドは体を揺らして抵抗しており、同乗者の女性も「抵抗しないでよフロイド！(Stop resisting Floyd!)」とフロイドに大声で忠告する様子が伺える。
車内から撮影された2人目の傍観者の動画は、フロイドが車から外されている様子を捉えている。ヴァイス誌は、フロイドが「抵抗しているようには見えない―ただ彼の車の隣に立っている」と記述。インデペンデントは「動画は、二人の警官が、明らかに抵抗していないフロイドさんを車から引っ張り出しているのを捉えている」と書いている。
またフロイドが車の外で立っている間も、彼は「呼吸ができない」と繰り返し言っていたと言う。
近くのレストランの防犯カメラからの6分の動画がメディアに提供された。2人の警官が男を車から降ろすところを捉えている。男は手錠をかけられて歩道に運ばれ、そこで座っている。3番目の警官が到着する。その後ある警官は、再び男が立ち上がるのを助け、2人の警官が男を警察車両に連れて行き、そこで男は地面に倒れる。CBS Newsによると、警察は当初フロイドが逮捕に抵抗したと主張していたが、この監視ビデオは「警官が彼を穏やかに引き留めているのを示している」。CNNは監視ビデオは「ジョージ・フロイドが逮捕に抵抗したという警察の主張を支持しない」と書いている。
別の角度からの事件の動画は、CBSイブニングニュースが報じたもので、「3人の警官が地面へ押し付けている間、もう1人が彼の上に立っている」ことを示している。ウォール・ストリート・ジャーナルは、それを「3人の警官がフロイドの上に座っているように見える」と述べた。
ミネアポリスパーク警察署（MPP）（ミネアポリス警察（MPD）とは異なる）の1人の警官が、フロイドがMPDの警官に拘束された場所にいた。その部署は、5月28日にその警官のボディカメラ映像を公開した。この映像は、MPPの警官が、フロイドの車から出てきた2人の乗客に、救急車が現場に到着すると言って安心させ「待機」するように伝えているところを映している。CNNは、警官は「事件が発生したときにそのようには動いていていない」と述べた。

### 司法解剖と死因
過剰摂取危険のあるオピオイド系鎮痛剤であるフェンタニル、覚せい剤であるメタンフェタミンや麻薬であるコカインなど違法薬物を服用しており、事件当時も服用していた影響で過剰な興奮状態にあった。そのため、司法解剖時にもオピオイドや違法薬物を摂取していたことが検出されている。司法解剖の結果、動脈硬化性心血管病の基礎疾患、心臓肥大、深刻な冠動脈狭窄症、鎌状赤血球貧血症など心臓を中心に複数の疾患の持病があったことが判明している。死因は「心疾患と違法薬物による過剰興奮状態における法執行機関による逮捕時の拘束と頭頸部の圧迫の合併」と診断されている。

## 余波・暴動
5月26日、ミネアポリス警察のメダリアアラドンド警察長は、当の警官たちは休暇を取っていると発表した。その日の遅く、当事者である4人の警官を解雇した。
その日、連邦捜査局（FBI）は事件を調査していると発表した。警官のボディカメラからの映像が、ミネソタ刑事逮捕局に渡された。公民権弁護士のベンジャミン・クランプがフロイドの家族を代弁している。
5月27日、デレク・ショーヴィンを標的とする誤報（フェイクニュース）がソーシャルメディアで広まり始めた。特に、ショーヴィンは「Make Whites Great Again」の帽子をかぶった写真の対象であり、ショーヴィンは後に行われた政治集会でドナルド・トランプと一緒に舞台に上がったとの主張は偽りである。
5月28日、米国司法省はFBIとの共同声明により、フロイドの死についての調査を「最優先事項」としたと発表。経験豊富な検察官とFBIの犯罪捜査官をこの問題に割り当てたと伝え、捜査の次のステップの概要を「徹底的な調査により、入手可能なすべての情報を集め、目撃者からの情報と証拠を徹底的に吟味し、もし連邦法違反があったと判断された場合は、刑事責任を問う」と説明した。ウォール・ストリート・ジャーナルは、継続的な調査については多くの場合落ち着いていた口調の司法省にしては、これは特に強力な声明であると述べている。

### 記念碑、抗議、暴動

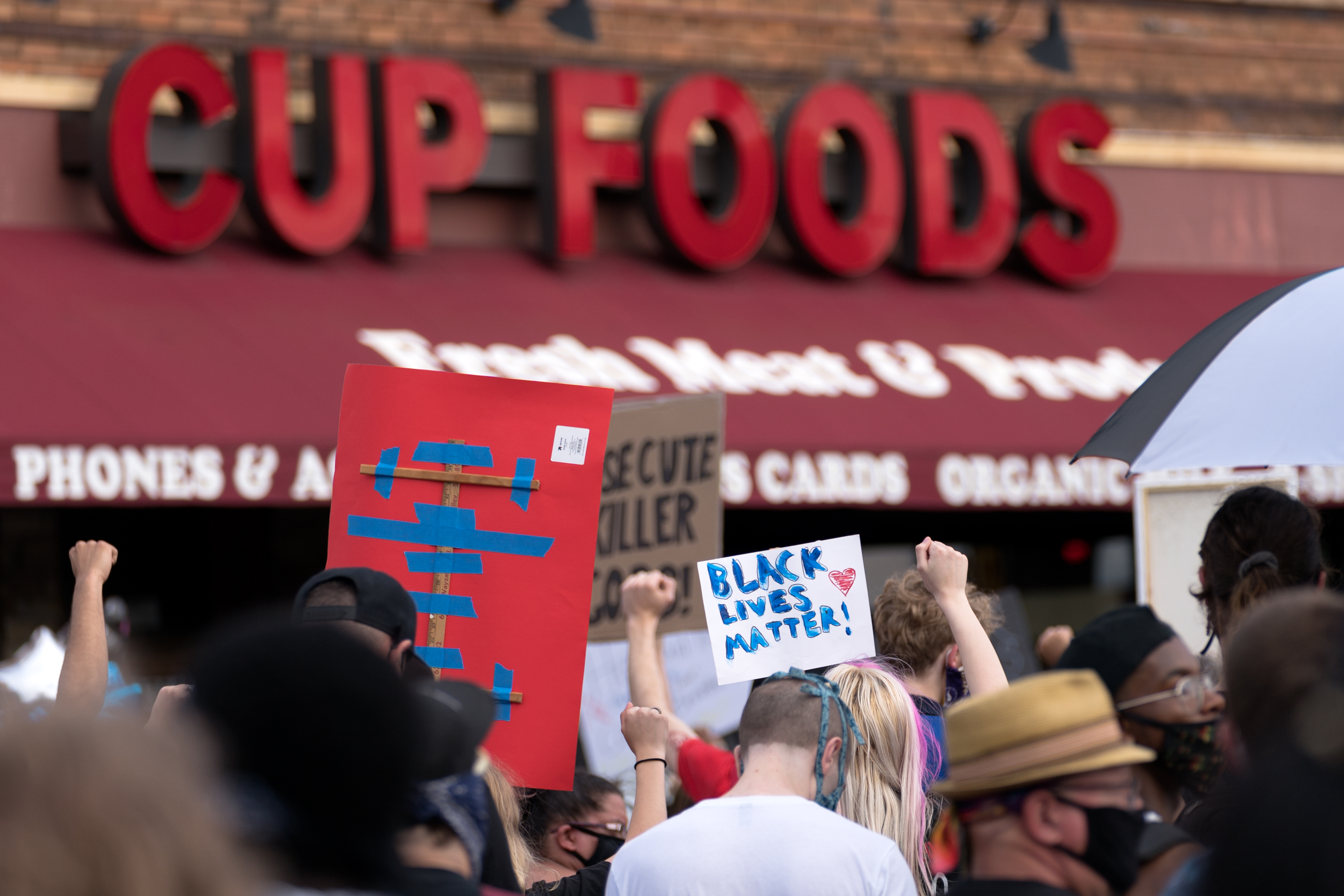
フロイドの死の翌日である5月26日、抗議者たちはこの場所に集まった。

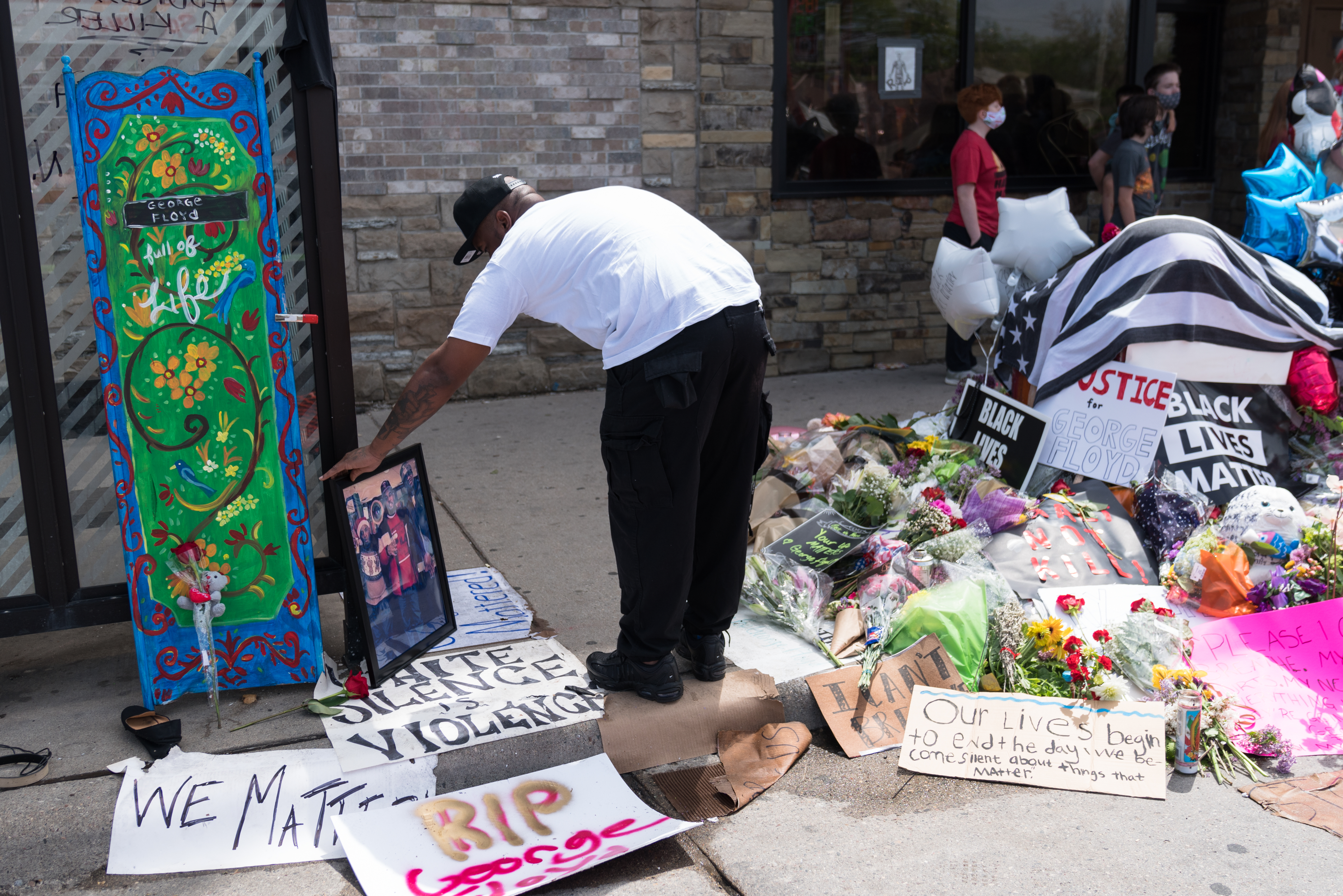
5月27日に撮影された、事件が発生したバス停近くの臨時的な記念碑

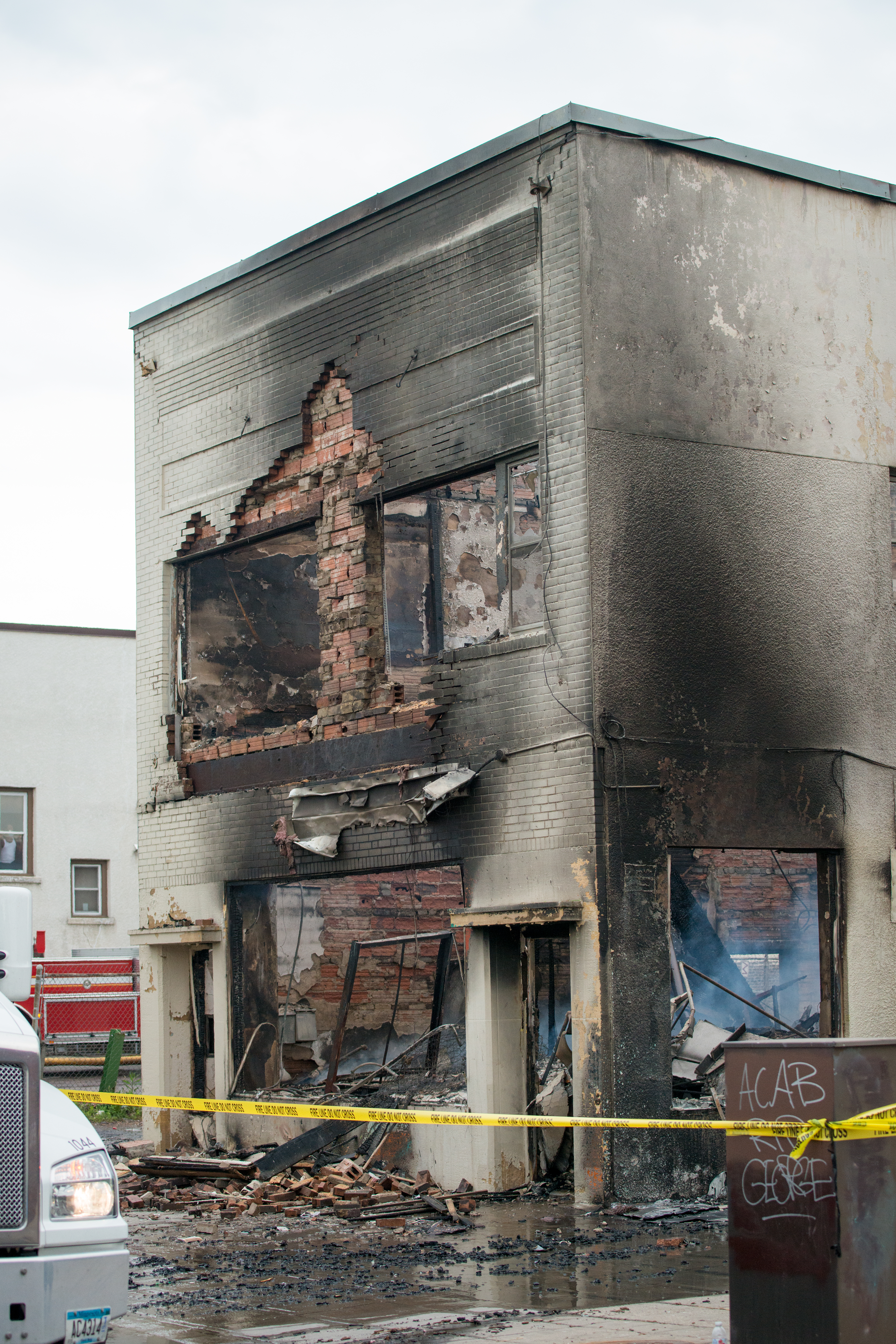
5月28日の暴動後の建物の損傷

ミネアポリスのコミュニティの怒りをきっかけに、シカゴ・アベニューのフロイドの死の場所にあったバス停留所が、間に合わせだが記念碑となった。5月26日の一日中、フロイドへの敬意とブラック・ライヴズ・マターの運動に関連して多くのプラカードが掲げられた。日が進むにつれて、より多くの人々がフロイドの死に抗議するために集まった。数百人と推定される群衆は、その後、ミネアポリス警察の第3管区を行進した。参加者は、「Justice for George（ジョージへの正義）」「I Can't Breathe（息ができない）」、「Black Lives Matter」などのフレーズを含むポスターやスローガンを使用していた。
抗議運動は何百人もの人々を惹きつけ平和的に始まったが、抗議者たちがスプレー・ペンキと石で警官の車の窓を破壊したことで最高潮に達した。シカゴアベニューサウスから第3区までの行進に続いて、少数の抗議者グループが最初の群集から離れ、第3分署とパトカーを破壊した。午後8時頃、暴動の中で機動隊が、ビーンバッグ弾と化学薬品を群衆の中に発射した。
抗議行動は、シカゴアベニューサウスを含み、5月27日も続いた。デモ隊はまた、前夜に破壊された地区外で抗議。午後6時頃から、警察は化学的刺激物を配備し始め、その地区でゴム弾を使って多数の抗議者を撃った。ソーシャルメディアの多数の動画は、いくつかの抗議者が車の窓を壊し、警察に物を投げていることを映している。夕方までにイーストレイクストリートのオートゾーンは炎上し、ソーシャルメディアの動画投稿では、近くのスーパーマーケットのターゲットで大規模な略奪の動画が流れ始めた。
ミネアポリスのミッドタウンにある30を超える企業が木曜日の朝までに被害を受けた。質屋の所有者は、強盗だと思った男を射殺した。5月28日には近くのセントポールでも170棟の建物が略奪・破壊された。ウェンディーズが火事になり、ターゲットやダラーツリーなど、他の店舗が強奪されて周辺地域に被害を与えた。強奪はセントポール、ミッドウェイのCVC Pharmacy、Discount Tireアウトレット、Walgreensストアで起きた。
5月28日、ミネアポリスの夜が明けると、第3分署の両側の建物で火災が発生し、建物の内部で火災警報器が鳴った。建物を囲む一時的なフェンスが取り壊されたため、警察は抗議者に対して催涙ガスを使用した。警察が避難している間、第3分署は抗議者らによって倒された。その後、抗議者たちは建物に火をつけた。

#### 全国抗議
5月27日にロサンゼルスで抗議行動が行われ、約500～1,000人の抗議者が午後4時頃にダウンタウン近くのUS-101の両方向を妨害するため、ミネソタからの抗議者と同様の標識とスローガンで手を握った。抗議者たちはカリフォルニア高速道路のパトロール車両を少し遅らせてからは、午後6:30頃には散り散りになった。5月28日、ロサンゼルスのダウンタウンにあるロサンゼルス警察本部の外で小規模な抗議行動が続いた。
抗議行動は、5月28日、29日の朝に、キャピトルスクエア近くのオハイオ州コロンバスで行われた。300人以上が関与し、抗議は当初は平和だったが、暴力とその被害から、警察が催涙ガスを撒く結果になった。その後、抗議行動はますます激しくなり、企業、バス停、オハイオ州議会議事堂の窓が損傷した。警察は数人の抗議者を逮捕し、唐辛子スプレーと手榴弾を使ってさらに追い散らした。
また5月28日、コロラド州デンバーのデモ隊は、ジョージフロイドの死に抗議しながら高速道路を封鎖。警察は群衆にゴム弾と催涙ガス弾を発射した。ある時点で車両の運転手が、故意に抗議者の上を轢くようにハンドルを切った。
5月28日、ニューヨーク市では、100人近くの抗議者がユニオンスクエアに集合し、警官へ抗議をする40人以上が、交通をすべて止めたため逮捕された。
テネシー州メンフィスで約40人がサイレントデモを行い、フロイド、ブリオナ・テイラー、アマード・アーベリーの死に抗議したことで、Facebookグループの南軍901やメンフィス警察などの抗議反対者との「口頭での対立」が起こった。
5月29日、トランプ大統領は首都ワシントンにて発生していた暴動が激化したことにより、一時的にホワイトハウスの地下壕に避難したと報道された。一時間足らずで避難は終了したという。
5月31日、トランプ大統領は暴徒化した一部の抗議活動をアンティファという極左組織が扇動しているとして、Twitterで「アンティファをテロ組織に指定する」と表明した。その後、白人至上主義グループがアンティファを装ったアカウントで暴力行為を呼びかける投稿をしていたことが判明、ツイッター社がアカウントを凍結した。
6月1日、トランプ大統領は州知事らとの電話会議で各州の対応を「弱腰」と非難。地元当局の行動が不十分なら、自ら軍を動員すると表明した。
6月12日、デモ隊がシアトルを占拠、キャピトルヒル自治区設立を宣言した。デモ隊は抗議者の犯罪行為と刑事処分の帳消しを求めている。また州知事は、街を奪還すべきというトランプ大統領の姿勢を軍事的脅迫として非難し、同市市長は、シアトルが占拠されるなどという脅威はないとしてトランプ大統領の提案を違憲と一蹴した。だがデモ隊への具体的対応は明らかにしていない。
自治区内で銃撃事件が相次ぐなど治安が悪化したことから、2020年7月1日に警察が強制排除した。

## 反応

### 家族と友人
フロイドのいとこと2人の兄弟がCNNにインタビューされた。彼のいとこであるテラ・ブラウンは警察を批判し、次のように述べている。「彼らは仕事をして守るためにいるはずだが、彼らの中の一人も、フロイドが命乞いをしているときに指さえ差し伸べなかった」。彼の兄弟の一人は感情を映しながらこう述べた。「フロイドには彼らはテーザー銃で良かったかも知れないのに。催涙銃でも良かったかも知れない。代わりに、彼らはフロイドの首に膝を入れて、彼の上にそのまま座り、そうし続けた。彼らは動物を扱うよりもひどい扱いをした」フロイドの兄弟であるフィロニーズは平和を呼びかけ、「今、誰もが多くの痛みを抱えているから、これが起こっているのです。黒人が死ぬのを見るのにうんざりしています」。フロイドの長年の友人で元プロバスケットボール選手のスティーブン・ジャクソンは、死後の彼の怒りと悲しみを表現し、あの逮捕の動画は「私をずたずたにした」と述べた。
フロイドのガールフレンドであるコートニー・ロスは、コミュニティは彼の死に敬意を表する形で対応するように求め、彼女はこう述べた。「火には火で戦えない、すべてが燃え上がるだけだ。一日中見てきた、人々は憎み、怒り狂っている。フロイドはそれを望まないでしょう。」
フロイドの弟のテレンス・フロイドは6月1日、 兄が死亡した場所を初めて訪れ、倒れそうになったテレンスを2人の男性が支えた。テレンスは涙を流しひざまずいて祈りを捧げた後、拡声器を握りながら「暴力的な方法ではなく平和的な解決をしよう」と強い口調で訴えかけた。一番怒りを感じているのは自分だとした上で、破壊行為を続ける抗議者たちへ「あなたたちがやっていることは何にもならない。そんなことをしたって兄は戻ってきません」と語り、政治への参加で社会を変えることを訴え、集まった人たちと「左に平和を、右に正義を」と繰り返し叫んだ。

### 政治
事件が発生した8区のミネアポリス市議会議員のアンドレア・ジェンキンスは次のように述べている。「昨夜の38区シカゴの近くでの悲劇的な命の喪失に心が痛む。私たちのコミュニティは、何度も何度もトラウマを抱え続けています。私たちは答えを求めなければならない。」 
ミネアポリス市長のジェイコブ・フレイはこのように発言している。「アメリカで黒人であることが、すなわち死刑判決であってはなりません。5分間、我々は白人の警官が膝を黒人の首に押し込むのを見ました……誰かが助けを求めているのを聞くとあなたは助けるはずです。この警官は、最も基本的な人間の感覚を喪失している」。フロイドの死の翌日、市長は当の警官解任を「正しい判断（the right call）」と呼んだ。フロイドの死の2日後、フレイ市長はフロイドの死の人種的性質を強調し、ショーヴィンが刑事責任を問われるよう呼びかけた。「もし大半の人、特に有色人種が、あの月曜遅くに、警官がやったことをやったとしよう。そしたらもう獄中だろう。だからこそ、今日私はこの事件でヘネピン郡の検事マイク・フリーマンに逮捕官を起訴するよう呼びかけている。」その夜のCBSとのインタビューで、フレイはこう尋ねられた。「あなたはそれが殺人だったと思いますか？」。彼は答えた。「そうです」。
ミネソタ州第5議会地区（ミネアポリスを含む）選出の下院議員イルハン・オマルは連邦捜査を求め、「助けを求めている黒人が無力に殺されるのを見るのはうんざりだ」と語った。彼女はさらに付け加えた。「ジョージ・フロイドを殺した警察官は殺人で起訴されるべきです」。ティナ・スミス上院議員と、ティム・ウォルツ知事もまた即時行動を求めた。
翌日、上院議員のエイミー・クロブシャーは、次のように応じた。「彼は呼吸できないと繰り返していたのを我々は聞いています。何度も何度も息ができないと。そして今、さらに恐ろしく、はらわたを捻り込むような、アフリカ系アメリカ人男性が亡くなってしまう実例を見てしまいました」。彼女は「何が起こったかについての完全かつ徹底的な外部調査と、この事件に関与した人々は責任を負わなければならない」ことを求めた。しかし元ヘネピン郡の弁護士として、彼女はその事務所での8年間、ショーヴィンを含む警察に対する刑事告訴を拒否したことで非難された。上院からの辞任を求める声もあった。
ドナルド・トランプ大統領は、FBIに徹底的な調査を要求したと述べ、ツイッターで哀悼の意を表した。「私の心はジョージの家族と友人に向かっている。正義は果たされる！」トランプはまた、フロイドの死を「悲しくて悲劇的」と表現した。民主党の2020年の大統領候補であるジョー・バイデンはツイッターで次のように述べている。「ジョージ・フロイドは、もっと良い人生を過ごすだったはずで、彼の家族は正義を享受すべきだ。彼の命は大切なものだった……FBIは徹底的な調査を行うべきである」。

### 法執行機関
地元の警察組合は関係者の支持を表明し、「ミネアポリスの警察官連盟は関係者に完全な支援を提供する」と述べた。彼らはまた国民に冷静さを保つよう促し、「今は判断を急いで直ちに私たちの警官を非難するときではない」と言った。警察友愛会の代表であるパトリックヨーズは、当局はフロイドの死において「結果がどうであれ」正義が守られることを保証しなければならないと述べた。
全国の警察署長協会はフロイドの扱いに失望を表明した。ミネソタ州警察首長協会は、ミネアポリスのアラドンド首席警察官による迅速な解雇を称賛した。国際警察首長協会（IACP）と主要都市首長協会（MCCA）の両首脳は、動画で見られたことを非難した。ヒューストンの警察署長であるアートアセベドが率いるMCCAは次のように述べた。「フロイドは深く憂慮すべきであり、すべてのアメリカ人にとって関心事であるはずです。警官の行動は私たちの職業の訓練とプロトコルと一致しておらず、MCCAはミネアポリス警察のメダリアアラドンド警察長が関係する警官の雇用を終了するための、彼の迅速かつ決定的な行動を称賛している」。国家警察財団の会長は次のように述べている。「これらの行動と無行動は、多くの犠牲と勇気によってもたらされた進展を危険に晒すことになる」。
ワシントン・ポストが「嫌悪感」と呼び、ロサンゼルス・タイムズが「率直な批判」と呼んだことで、米国中の個々の警察署の指導者たちは、動画の中央にいる警官に反対して声を上げた。ロサンゼルス・タイムズは、「警察の指導者たちが自分たちの1人の行為を公然と軽蔑していたのは、まれな瞬間だった」と述べた。警官の行動を非難した指導者は、ニューヨーク市警察委員ロサンゼルス郡保安官とロサンゼルスの警察署長、ボストン、マイアミ、ヒューストン、テキサス州オースティン、シアトル出身の元警察署長である。次に挙げる、小さな都市の警察署長も同様に発言した。イリノイ州バッファローグローブ、アリゾナ州ツーソン、テキサス州ラウンドロック、テキサス大学オースティン校、プルガービルテキサス、ネブラスカ州オマハの警察署長はすべて、フロイドの扱いに反対する声明を発表した。
警察による武力行使の専門家たちは、ショーヴィンの行動を非難した。ミネアポリスの長年の警察官であり、ミネソタ州の警察官の約半分を指導するヘネピン工科大学の法執行および刑事司法センターの元局長であるマイランマッソンは、フロイド死亡の動画で見られた手法は、少なくとも2016年までに教えられていたものだと述べた。さらに言うには、「（警察が）制御できるようになったら解放します。それが力の使い方です。脅威が止まるまで使います」。フロリダ州立大学の犯罪学および刑事司法学部の元警察官で名誉教授のジョージ・カーカムは、次のように述べている。「私たちは（疑いのある）財産犯罪者を扱っています。あの男は地面に伏せていた。彼は誰にとっても脅威ではなかった。」

### 機関
ミネソタ大学は、ミネアポリス警察との関係を制限するものであり、地元の警察に主要なイベントでの援助を請け負わないことを発表した。

### エンターテインメント
フロイドの死を受け、2020年6月2日は全米の音楽業界において「ブラックアウト・チューズデイ」というストライキが行われた。Apple Musicもこの運動、ならびに「#TheShowMustBePaused」に賛同し、「For You」「見つける」「Radio」の機能において通常のサービスではなく、運動の趣旨に合った楽曲の提供を行った。ソニー・インタラクティブエンタテインメントも、6月5日に予定されていたPlayStation 5用ゲームのオンラインイベントを延期することを発表し、BlackLivesMatterのハッシュタグを記載した画像をTwitterに投稿した。また、オンラインゲーム『コール オブ デューティ モダン・ウォーフェア』『コール オブ デューティ ウォーゾーン』、『コール オブ デューティ モバイル』、『フォートナイト』は、フロイドの死に対する抗議として、新シーズンの配信の延期を発表した。